# 達爾尼察
48°3′36″N 31°37′30″E / 48.06000°N 31.62500°E
達爾尼察（烏克蘭語：Дарниця），是烏克蘭的村落，位於該國南部尼古拉耶夫州，由沃兹内森斯克区新馬爾伊夫卡市鎮負責管轄，面積0.49平方公里，海拔高度170米，2001年人口32，人口密度每平方公里65.3人。